# Hoét đốm
Hoét đốm, tên khoa học Ptyrticus turdinus, là một loài chim trong họ Pellorneidae.

## Phân loài
- Ptyrticus turdinus harterti Grote 1921
- Ptyrticus turdinus turdinus Hartlaub 1883
- Ptyrticus turdinus upembae Verheyen 1951